# Елвіс Брайкович
Елвіс Брайкович (хорв. Elvis Brajković, нар. 12 червня 1969, Рієка) — хорватський футболіст, що грав на позиції захисника. По завершенні ігрової кар'єри — спортивний функціонер і тренер. Відомий за виступами в низці хорватських та закордонних клубів, а також у складі національної збірної Хорватії.

## Клубна кар'єра
Елвіс Брайкович народився в місті, та дебютував у професійному футболі в місцевому клубі «Рієка», в якому грав до 1994 року, взявши участь у 86 матчах чемпіонату. На початку 1995 року футболіст перейшов до складу німецького клубу «Мюнхен 1860», втім уже наступного року повернувся до складу «Рієки». У 1997 році Брайкович перейшов до італійського клубу Серії A «Верона», втім за півроку став гравцем хоратського «Хайдука» зі Спліта. У 1999—2000 роках хорватський захисник грав у складі мексиканських клубів «Сантос Лагуна» і «Атланте».
У 2000 році Елвіс Брайкович став гравцем ізраїльського клубу «Хапоель» (Петах-Тіква), в якому грав до 2001 року, після чого повернувся до рідного клубу «Рієка». У 2002—2004 роках Брайкович грав у складі нижчолігового хорватського клубу «Помораць», а в 2004—2005 роках грав у клубі «Шибеник». У 2005—2009 роках Елвіс Брайкович грав у складі нижчолігового клубу «Приморац» з міста Біоград-на-Мору, після чого завершив виступи на футбольних полях.

## Виступи за збірну
У 1994 році Елвіс Брайкович дебютував у складі національної збірної Хорватії. У складі збірної був учасником чемпіонату Європи 1996 року в Англії, на якому на поле не виходив. У складі збірної грав до 1996 року, загалом протягом кар'єри в національній команді провів у її формі 8 матчів, забивши 2 голи.

## Після закінчення виступів на футбольних полях
Після закінчення виступів на футбольних полях Елвіс Брайкович у 2010—2012 роках працював спортивним директором клубу «Рієка». У 2016 році він був головним тренером хорватського клубу «Орієнт». У 2020—2021 роках колишній футболіст очолював нижчоліговий хорватських клуб «Рудар», а в 2021 році нижчоліговий клуб «Пазінка».
| Дата       | Місто      | Господарі  | Результат | Гості    | Турнір            | Голи | Примітки |
| ---------- | ---------- | ---------- | --------- | -------- | ----------------- | ---- | -------- |
| 20-4-1994  | Братислава | Словаччина | 4 – 1     | Хорватія | товариський матч  | -    |          |
| 17-8-1994  | Рамат-Ган  | Ізраїль    | 0 – 4     | Хорватія | товариський матч  | -    |          |
| 9-10-1994  | Загреб     | Хорватія   | 1 – 0     | Литва    | Відбір до ЧЄ 1996 | -    | 88'      |
| 16-11-1994 | Палермо    | Італія     | 1 – 2     | Хорватія | Відбір до ЧЄ 1996 | -    |          |
| 29-3-1995  | Вільнюс    | Литва      | 0 – 0     | Хорватія | Відбір до ЧЄ 1996 | -    |          |
| 28-2-1996  | Рієка      | Хорватія   | 2 – 1     | Польща   | товариський матч  | 1    |          |
| 26-3-1996  | Вараждин   | Хорватія   | 2 – 0     | Ізраїль  | товариський матч  | -    | 46'      |
| 10-4-1996  | Загреб     | Хорватія   | 4 – 1     | Угорщина | товариський матч  | 1    |          |
| Усього     |            | Матчів     | 8         |          | Голів             | 2    |          |